# Jaskinia w Wąwozie Aleksandrowickim Druga
Jaskinia w Wąwozie Aleksandrowickim Druga – jaskinia w prawych, opadających do Aleksandrówki zboczach Doliny Aleksandrowickiej we wsi Aleksandrowice w województwie małopolskim, w powiecie krakowskim, w gminie Zabierzów. Pod względem geograficznym znajduje się na Garbie Tenczyńskim wchodzącym w skład Wyżyny Krakowsko-Częstochowskiej.

## Opis obiektu
Jaskinia znajduje się w lesie przy dolnym końcu doliny, powyżej stawu rybnego, w zbudowanej z wapieni skalnej grzędzie. Jest to trzecia, najbardziej na wschód wysunięta grzęda skalna. Otwór jaskini ma trójkątny kształt i znajduje się za nim korytarz o długości 4 m i szerokości 2 m. Przy otworze jest niski, w głębi ma wysokość około 4 m i kończy się na poprzecznej szczelinie. Na dnie jaskini są duże bloki skalne.
Jaskinia powstała w wapieniach z jury późnej. Ma gliniaste namulisko z dużą ilością gliny, przykryte liśćmi. W głębi jest sucha i ciemna. Z nacieków występują jedynie zwietrzałe nacieki grzybkowe. Przy otworze rozwijają się glony, porosty i mchy Neckera complanata i Taxiphyllum wissgrillii oraz wątrobowiec Porella platyphylla.

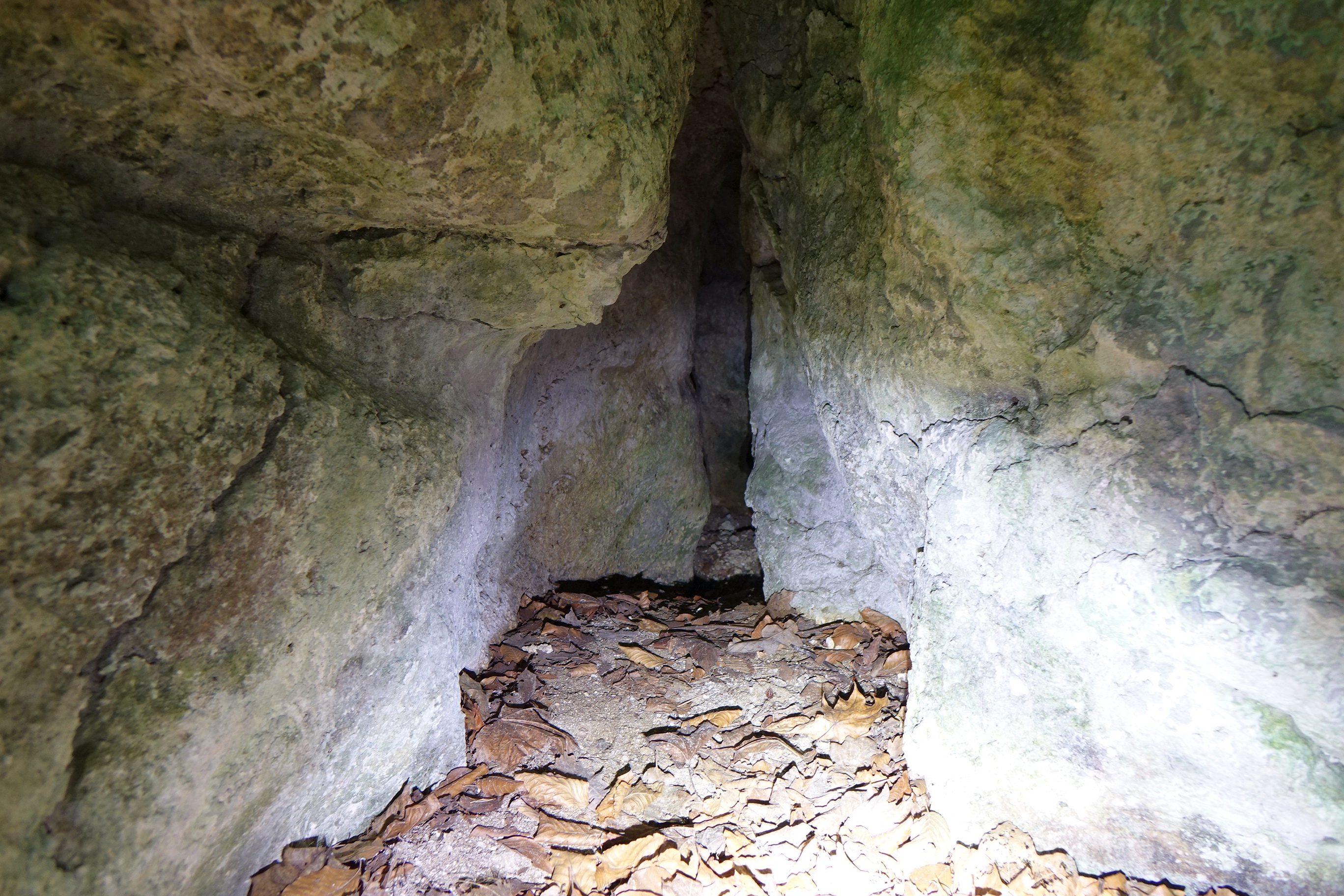